# Colpodium humile
Colpodium humile là một loài thực vật có hoa trong họ Hòa thảo. Loài này được (M.Bieb.) Griseb. mô tả khoa học đầu tiên năm 1852.